# Early to Bed (1936)
Early to Bed is een Amerikaanse filmkomedie uit 1936 onder regie van Norman Z. McLeod.

## Verhaal
Chester Beatty is een slaapwandelaar. Hij komt al gauw in de problemen door zijn onbewuste nachtelijke uitstapjes. Hij raakt zo ongewild betrokken bij een louche avontuur met criminelen.

## Rolverdeling
| Acteur             | Personage        |
| ------------------ | ---------------- |
| Mary Boland        | Tessie Weeks     |
| Charles Ruggles    | Chester Beatty   |
| George Barbier     | Horace Stanton   |
| Gail Patrick       | Grace Stanton    |
| Robert McWade      | Burgess Frisbie  |
| Lucien Littlefield | Mijnheer O'Leary |
| Colin Tapley       | Dokter Vernon    |
| Helen Flint        | Mevrouw Duvall   |
| Rae Daggett        | Juffrouw Benson  |
| Sidney Blackmer    | Rex Daniels      |
| Arthur Hoyt        | Smithers         |
| Billy Gilbert      | Burger           |